# Бабович, Бабакай Соломонович
Бабака́й (Нахаму́) Соломо́нович Бабо́вич (Бобо́вич; др.-евр. נחמו בן שלמה בבװיץ‬ Нахаму бен Шеломо Бабович; 28 апреля [10 мая] 1801, Евпатория — 23 июня [5 июля] 1882, Карасубазар, Таврическая губерния) — евпаторийский 1-й гильдии купец, потомственный почётный гражданин, Таврический и Одесский караимский гахам (1857—1878), общественный деятель и благотворитель.

## Биография
Родился в 1801 году Евпатории в семье евпаторийского купца и гевира (предводителя) караимской общины Соломона Бабакаевича Бабовича. Мать — Эстер Мордехаевна Коген-Айваз (? — 1825), благотворительница, пожертвовавшая 5000 гурушей на постройку новых зданий для мидрашей. Получил домашнее образование. С 1834 по 1837 годы занимал пост евпаторийского городского головы. Во время Крымской войны оказал существенную помощь русской армии, за что был награждён медалью «В память войны 1853—1856 гг.» Жертвовал на издержки войны и на пособия раненым. Совместно с севастопольской купчихой 2-й гильдии Тотеш Шакай представил две квитанции о пожертвовании в 1854 году 1300 и 2800 пудов сена для войск, расположенных в Бельбекской долине. До 1855 года состоял в одном капитале со своим братом Симой.
4 мая 1857 года избран Таврическим и Одесским караимским гахамом.
В период правления Б. С. Бабовича караимы были уравнены в правах с русским населением Российской империи (1863). Бабакай Бабович, как и его брат, был малообразованным, но пользовался среди своего народа уважением.
На свои средства в 1872 году в Житомире издал одной книгой богословские и астрономические труды караимcкого гахама из Чуфут-Кале Исаака бен Шеломо («Свет Луны» (др.-евр. אור הלבנה‬ Ор ха-Левана) и «Драгоценная основа» (др.-евр. פנת יקרת‬ Пиннат Йикрат) и трактат еврейского астронома Иммануила бен Яакова «Шесть крыльев» (др.-евр. שש כנפים‬ Шеш Кенафаим).
Также известен своей благотворительной деятельностью. Вместе с братом Симой оставил в пользу «Обществе попечительства о бедных караимах» 10 % дохода от водяной мельницы и фруктового сада, находящихся в Симферопольском уезде. В пользу караимского общества пожертвовал 128 десятин земли в Евпаторийском уезде, а по завещанию на Александровское караимское духовное училище выделялось 2 тысячи рублей золотом, магазин, погреб и доход от них.
В 1869 году в сопровождении жены совершил паломничество в Иерусалим. В 1872 году причислен к сословию потомственных почётных граждан. В 1873 году выступил одним из учредителей Акционерного общества черноморских купален в Евпатории. В марте 1878 года написал прошение на имя Таврического губернатора о своей отставке в связи с болезнью и преклонным возрастом. Умер в 1882 году в Карасубазаре.

## Семья
Был женат на дочери евпаторийского мещанина Султан Ароновне Оксюз (1815—1884). Имели двух дочерей:
- Тотеш Бабакаевна Бабович. Была замужем за двоюродным братом Эммануилом, сыном гахама Симы Соломоновича Бабовича, и имела от него дочь Мирьям (в замужестве Шишман; 1849, Евпатория — 1922, там же)[11]. Второй муж — Садук Ильич Шакай[3].
  - Правнук — Илья Борисович Шишман (1870—1938), городской голова Карасубазара до 1911 года, почётный гражданин Карасубазара[12][13], специалист по садоводству, сельскому хозяйству, организации хранения и экспорта фруктов[14].
- Беруха Бабакаевна Бабович (1838 — ?). Вышла замуж также за своего родственника — евпаторийского 1-й гильдии купца, городского голову Карасубазара в 1870-х годах, потомственного почётного гражданина Бабакая Ильича Бабовича (1828—1878)[15][16], от которого имела троих детей: Эммануила, Илью и Рагель (в замужестве Шайтан)[3][2].
  - Внук — Эммануил Бабакаевич Бобович (1861, Карасубазар — 1908), городской голова Карасубазара с 1902 года[17][18].
    - Правнук — Бабакай (Борис) Эммануилович Бобович (1886—1921), выпускник Рижского политехнического института, городской голова Карасубазара с 1911 года[19], специалист в области садоводства и сельского хозяйства[15].

## Награды
- Бриллиантовый перстень и золотые часы с бриллиантами (дар императора Николая I) (1834)
- Медаль с надписью «За усердную службу» для ношения на шее на Аннинской ленте (1839)
- Тёмно-бронзовая медаль для ношения в петлице на Аннинской ленте «В память войны 1853—1856 гг.» (1857)[3]
- Золотая медаль с надписью «За усердие» для ношения на шее на Владимирской ленте (1873)[20]

## Память
Во дворе ожидания молитвы евпаторийских кенасс установлена мраморная мемориальная плита с текстом на древнееврейском языке в память о гахаме Бабакае Бабовиче и его заслугах.